# Abgschütz
Abgschütz är en bergstopp i Schweiz. Den ligger i kantonen Obwalden, i den centrala delen av landet, 60 km öster om huvudstaden Bern. Toppen på Abgschütz är 2 262 meter över havet.